# Acacia aegyptiaca
Acacia aegyptiaca é uma espécie de leguminosa do gênero Acacia, pertencente à família Fabaceae.